# College Station (Arkansas)
Pour les articles homonymes, voir College Station.
College Station est une census-designated place du comté de Pulaski, dans l’État américain de l'Arkansas.